# Frigidopyrenia bryospila
Frigidopyrenia bryospila — вид грибів, що належить до монотипового роду Frigidopyrenia.